# 全民共识 (马来西亚)
全民共识 ，是2019年建立的马来西亚政党联盟。该联盟的组成共分为两个相同名称但政治成员不同的组织。第一次是伊斯兰党、土著团结党以及国阵组成的合作联盟，首创主席是阿末扎希和哈迪阿旺。第二次是由前巫统成员安努亚·慕沙联同社区代表、学者和专业人士组成的非政府组织联盟。现任主席是安努亚·慕沙。

## 現況
2022年12月15日，遭巫统开除党籍的前通讯及多媒体部长安努亚慕沙公布全民共识组织的最高理事名单，成员包括前巫统雪州主席诺奥马、前房地部长祖莱达·卡玛鲁丁、祖国斗士党联邦直辖区主席拿督斯里凯鲁丁、华裔穆斯林学者郑全行，马华丹州联委会主席蔡福光及前首相署部长拿督斯里礼端等30人。安努亚慕沙在记者会上强调，“全民共识”是一个非政府组织，而不是一个政党，该组织招收成员的原则是互爱（Kasih sayang）、团结（Perpaduan）和相互尊重（Saling menghormati）。他提及，“全民共识”获得前首相马哈迪·莫哈末的大力支持，并表示不久前也向马哈迪和行动党前党员李霖泰进行谘询。

## 外部連結
- 官方网站